# Marboué
 Marboué  es una localidad y comuna de Francia, en la región de Centro, departamento de Eure y Loir, en el distrito y cantón de Châteaudun
Su población en el censo de 1999 era de 1.117 habitantes.
Está integrada en la Communauté de communes des Plaines et Vallées Dunoises, de la que es la comuna más poblada.

## Demografía
| 1006 | 951 | 929 | 1015 | 1052 | 1117 |
| Para los censos de 1962 a 1999 la población legal corresponde a la población sin duplicidades (Fuente: INSEE [Consultar]) |     |     |      |      |      |